# Siachen Muztagh
Siachen Muztagh ist ein entlegener Gebirgszug des südöstlichen Karakorum.
Die Grenze zwischen Indien und China verläuft über diese Kette. Südwestlich der Bergkette befindet sich der Siachengletscher, der einer der längsten Gletscher außerhalb der Polargebiete ist. Westlich des Siachengletschers liegen die Saltoro-Berge, über die die Line of Control zwischen der pakistanischen autonomen Region Gilgit-Baltistan und dem indischen Unionsterritorium Ladakh verläuft. Diese nicht genau definierte Grenzlinie trifft am Sia Kangri auf die Grenze zwischen Indien und China. Der Siachen Muztagh wird im Norden vom Shaksgam-Flusstal sowie im Nordwesten vom Urdokgletscher begrenzt.
Der höchste Gipfel des Siachen Muztagh ist der 7462 m hohe Teram Kangri I.